# 中华东路站
中华东路站是大连地铁5号线的地铁站，位于中国辽宁省大连市甘井子区振连路和中华路交叉口西北侧，于2023年3月17日开通。

## 车站结构
中华东路站垂直于中华路南北设置，为地下二层岛式站台车站，车站长185.2米，标准段宽19.7米，车站地下一层为站厅层，地下二层为站台层，站台设置全高站台门。
| 地面              | 出入口 | A、B、C、D出入口                                                                                          |
| 地下二层          | 站厅   | 客服中心、自动售票机、验票机                                                                              |
| 地下二层          | 站台   | \| \| \| █ 5号线往后关（泉水东） \| \| 島式 · 開左邊车门 \| \| \| \| \| \| █ 5号线往虎滩新区（甘北路） \| |
|                   |        | █ 5号线往后关（泉水东）                                                                                   |
| 島式 · 開左邊车门 |        | |
|                   |        | █ 5号线往虎滩新区（甘北路）                                                                               |

## 车站出口
中华东路站共设4个出口，各出口及周围设施如下所示：
| 出口编号            | 照片 | 出口指示       | 建议前往的目的地                   |
| ------------------- | ---- | -------------- | ---------------------------------- |
| A · 出口            |      | 中华路（北侧） |                                    |
| B · 出口            |      | 中华路（北侧） | 大连市公安局交通警察支队车辆管理所 |
| C · 出口            |      | 中华路（北侧） |                                    |
| D · 出口 · （设有） |      | 中华路（北侧） | 万科中城翠湾                       |
| 图例： 设有         |      |                |                                    |

## 接驳交通

### 公交车
- 光明路：1103路加车

## 车站历史
车站建设时期工程名为中华路站，开通前确定以中华东路站作为车站正式名称。
- 2022年5月30日，车站主体结构封顶[2]。
- 2023年3月17日，车站随5号线通车开通[1]。